# Ракович, Предраг
Предраг Ракович (серб. Предраг Раковић / Predrag Raković; 1912, Приевор — 15 декабря 1944, Миоковци) — югославский военный, воевода югославских четников, капитан югославской армии, участвовавший во Второй Мировой войне. 

## Биография

### Ранние годы
Родился в 1912 году в местечке Приевор. Окончил школу в Чачаке, за время обучения стал ярым сторонником антикоммунизма. Поступил в белградскую военную академию. К моменту вступления Югославии во Вторую Мировую войну служил на жандармской станции в Чачаке. Избежав интернирования, он бежал и установил связь с группой полковника Драголюба Михайловича.

### В рядах четников: 1941
В июне 1941 года прибыл на Равну-Гору, войдя в движение четников, и вместе с поручиком Радишей Чековичем начал организовывать Любицкий срез, сформировав первый отряд. 21 июля 1941 Предраг Ракович провёл первые переговоры с партизанами в селе Губеревац о борьбе против национал-социалистов и тех кто им симпатизировал. На переговорах от партизан присутствовал Момчило «Моле» Радосавлевич. Вместе с партизанами отряд Раковича сражался под Чачаком. После раскола в сопротивлении и начале войны четников против партизан Ракович остался с отрядом в Сербии в конце 1941 года и открыто провозгласил свою лояльность Милану Недичу, главе марионеточного сербского государства, после чего стал закупать с его одобрения оружие и боеприпасы для четников. Ракович вёл борьбу против четников и партизан, не покинувших Сербию.

### В рядах четников: 1942
По распоряжению полковника Косты Мушицкого командир 5-го добровольческого отряда капитан Марисав Петрович 1 мая 1942 переименовал Чачакский четницкий отряд Раковича в «Отдельный четницкий Любицкий отряд имени Танаско Райича» (серб. Самостални четнички Љубићки одред Танаско Рајић), расположив его штаб в Чачаке. Находясь со штабом в городе, Ракович установил связь с полковником Фрике, германским комендантом. С его одобрения он начал зачистку Любицкого, Трнавского и Жичского срезов от ополченцев, убивая как их самих, так и всех, кто им симпатизировал.
25 декабря 1942 Ракович сообщил, что борьба с двумя партизанскими движениями усиливается по причине всплеска его активности. По версии Раковича, причиной тому стало начало советской операции «Уран» под Сталинградом и последующие успехи в ней советской армии (четники, несмотря на антикоммунистические и антисоциалистические настроения, расценивали Советский Союз как своего союзника по борьбе с нацистами и их союзниками):

После успешного наступления русских на фронте эти выродки сербства, эти наши троцкисты, кажется, начали шевелиться, но у них слабая надежда и мало шансов на какой-то успех здесь. Любой, кто это чувствует, попытается что-то предпринять, но провалится. К сегодняшнему дню я перебил множество из них. Поручику Рисовичу я приказал в вашей депеше начать зачистку, и он начал их систематически истреблять.
Оригинальный текст (сербохорв.)Sa uspešnim napredovanjem Rusa na frontu, ovi naši izrodi srpstva, ovi naši trockisti nešto su počeli da se muvaju, ali slabih izgleda i nada na najmanji uspeh barem u ovom kraju imaju. Svaki koji se oseti da nešto pokušava zamrkne, ali ne osvane. Do sada sam ih priličan broj likvidirao. Poručniku Risoviću sam naredio da po vašoj depeši počne čišćenje i on je preduzeo zaista da ih sistematski utamanjuje.

Ракович вскоре предстал перед судом по обвинению в участии в покушении на Дражу Михайловича (исполнителем был Войко Чвркич), однако Раковича оправдали и освободили. Летом того же года во время организации четницких отрядов в Черногории поручик Ракович был произведён в капитаны и возглавил 2-й Равно-Горский корпус, шедший в Сербию. По распоряжению королевского правительства в Лондоне Раковича потом произвели в майоры, наградив Королевским орденом Звезды Карагеоргия.

### В рядах четников: 1943
В начале 1943 года Ракович встретился с комендантом Горни-Милановаца, после чего получил помощь в виде 5 тысяч патронов для борьбы против сторонников партизан и четников. 26 февраля 1943 он отправил телеграмму своим коллегам, ожидая от них одобрения дальнейшего сотрудничества с германцами и сербскими коллаборационистами. 3 марта 1943 он сообщил им, что продолжил сотрудничество с германцами и активизировал борьбу против четницких и партизанских защитников. Так, в селе Вапи (3 км от Чачака) им были уничтожены четыре партизана, захвачены 4 винтовки, один пистолет-пулемёт, ротатор печатного станка и 10 кг архивных документов, которые были переданы полиции.
18 марта 1943 Мирко Лалатович, офицер разведки, отправил письмо Раковичу с просьбой оказать возможную помощь германцам в ходе операции «Вайсс», отвлекая силы НОАЮ, чтобы те не сумели сосредоточиться на ударе по Коньицу. Чтобы исполнить распоряжение, Ракович как командир корпуса отправил Живораду Катаничу, командиру Трнавской бригады, распоряжение расправляться со всеми семьями партизан. 23 марта в телеграмме он сообщил о разгроме отряда Лабуда Лабудовича и о новом соглашении с германцами. Схваченные Раковичем партизаны отправлялись в Белградские тюрьмы.
После разгрома в битве на Неретве в апреле 1943 года коллаборациосты бывшие когда-то офицерами Югославских армий в Отечестве, находившееся в Черногории, приказали нескольким подразделениям, находившимся в Сербии, отойти в резерв (среди отозванных был и корпус Раковича). 2-й Равногорский корпус соединился с Расинским корпусом майора Драгутина Кесеровича и, перейдя гору Ядовник, в мае 1943 года отправился на север к Златару и Явору. 11 мая в селе Пожегини Ракович встретился с Михайловичем, который приказал остановить партизан на Лиме, но два батальона взбунтовались, отказавшись участвовать в братоубийстве. Командир Чачакской бригады Милорад Ристович был бессилен и не убедил их продолжить борьбу. Проблем у Предрага Раковича не убавилось: летом его родной дом был сожжён нацистами, и только чудом мать и младший брат сумели сбежать из дома и спастись от гибели в огне. Ракович в том же году получил звание воеводы от Илии Трифуновича-Бирчанина.
Союзники в ноябре 1943 года заподозрили неладное в действиях четников-коллаборационистов и отправили свою миссию, чтобы выяснить, кому те на самом деле были лояльны. Офицеры четников-коллаборационистов узнали об этих планах и потребовали немедленно разорвать все соглашения о сотрудничестве с Гитлеровской коалицией и с теми кто ей верен и выдать всех непосредственных коллаборационистов. 23 ноября 1943 командующие четниками-коллаборационистами дали инструкции Предрагу Раковичу, который был их делегатом: ему предстояло встретить британского генерала Чарльза Армстронга — «шефа Перо» (серб. Perin šef) и унизить его как следует:

Выдумайте сто причин (причём правдоподобных), чтобы доказать, что визит шефа Перо преждевременный. А как только мы решим, что Вы его поведёте, то прямо скажите ему в лицо, что этот дурак никакую охрану не заслуживает. Вы лично потащите его чемодан, потому что этому безобразному типу нужен такой хозяин, как Вы.
Оригинальный текст (сербохорв.)Izmišljajte stotinu razloga naravno opravdanih da se dolazak Perinog šefa odgodi. A kad budemo rešili da ga najzad povedemo kod Vas onda ćete doći lično da ga primite, jer taj dripac ne zaslužuje nikakvu pratnju. Zato će te ga Vi lično kao kufer voditi jer je to bezobrazan tip koga treba da vodi majstor kao Vi

17 декабря 1943 года Армстронг прибыл в расположение корпуса, где встретился с Предрагом Раковичем. Тот повёл себя точно так, как ему повелели, и лично понёс чемодан Армстронга, высказав тем самым презрение четников к затягивающим время западным союзникам. Армстронг печально констатировал, что некоторые четники не оправдывают ожиданий Антигитлеровской коалиции и её союзников.

### В рядах четников: 1944
25 марта 1944 командование Третьего Рейха приказало четникам-коллаборационистам приступить к обороне Сербии от партизан Тито и четников Михайловича, которые пошли в решительное наступление, но повелело помнить, что с востока неумолимо приближается Красная армия. С марта по май 1944 года во время попыток прорыва НОАЮ в Сербию Ракович вёл бои против наступавших 2-й и 5-й партизанских дивизий. Адъютант генерала Ганса Фельбера в военном дневнике писал, что когда генерал проводил смотр войск во время боёв на партизанском фронте, то тот лично переговорил 7 мая с воеводами Раковичем и Н. Калабичем. В конце апреля 1944 года в селе Трбушани Мирослав Трифунович и Живко Топалович встретились с Миланом Ачимовичем и Рудольфом Штеркером, направленным по приказу Германа Нойбахера. Четники договорились оказать помощь войскам Германии поставками оружия и боеприпасов.
Летом 1944 года Раковича отправили как посла Ачимовича к Недичу, чтобы скоординировать дальнейшие действия для борьбы с партизанским и четницким движениями и создать «национальный фронт». Политическим советником по этому вопросу был назначен Александр Цинцар-Маркович, министр иностранных дел в правительстве Цветковича-Машека. Должность главы военного кабинета занял вместо убитого Милоша Масаловича старый друг Михайловича, генерал Миодраг Дамьянович, освобождённый из плена. Четники-коллаборационисты добились заключения соглашения с Недичем и его силами о поставке оружия и припасов, и главную роль в этих переговорах сыграл майор Ракович: он отправил четникам 10 тысяч винтовок, 50 тысяч пуль, 20 тысяч пар униформ и 100 миллионов динаров из Народного банка. Правительство национального спасения Милана Недича после этого приказало Раковичу покинуть Белград, и тот вернулся в Западную Сербию, чтобы закрыть партизанский коридор из Боснии.
После возвращения из Белграда Недич встретился с командиром германских войск в Сербии Гансом Фельбером и начальником штаба Гайтнером, после чего Ракович, поддерживая связь с Фельбером, стал заниматься поставкой оружия и припасов для борьбы против партизан и четников. В начале сентября в штаб четников-коллаборационистов в Пранянах стали поступать оружие, припасы и деньги из Белграда. Недич даже в спешке переподчинил все военизированные части четникам-коллаборационистам, но это было бесполезно.

### Помощь советским войскам
В сентябре 1944 года на территорию Сербии вступили советские и болгарские войска, и это поставило крест на дальнейшем сотрудничестве четников с нацистами и сербскими коллаборационистами. Ракович, находившийся у Чачака, чтобы не оказаться преступником и коллаборационистом в глазах болгарских и главное советских воинов, вместе с майорами Душаном Смиляничем, Драгишей Пеливановичем, подполковником Драгославом Рачичем и поручиком Милутином Евтовичем атаковал германцев в Чачаке, но проиграл бой. После Ракович отправил сообщение советским частям о готовности оказать помощь в борьбе против нацистов и их союзников и просил только не разоружать его части. Предраг Ракович и другие командиры опасались, что болгарские и главное советские части слишком сильно доверяют НОАЮ и могут разоружить четников-коллаборационистов.
Услуги Раковича оказались полезными: 2-й Равно-Горский корпус помог советским войскам взять Чачак, после чего передал им 339 коллаборационистов из Русского корпуса. По свидетельствам воевавшего в Югославии а точнее в Сербии поэта Бориса Слуцкого, корпус Раковича также спас советский батальон от полного разгрома германцами у Горни-Милановаца. В ходе Белградской операции и последующих боёв 2-й Равно-Горский корпус помогал советским силам. Однако вскоре прибыли части 1-й югославской добровольческой бригады полковника Марко Месича, который потребовал от Раковича и его командиров и бойцов перейти на сторону партизан. Те отказались, и партизаны попытались сами разоружить их. Советское командование направило ультиматум Раковичу с приказом сложить оружие и перейти на сторону партизан. Не добившись уступок, недовольный Ракович приказал своим войскам идти в Санджак, а сам скрылся где-то в лесах.

### Гибель
Корпус народной обороны Югославии обнаружил Раковича с мобильной радиостанцией в окрестностях Чачака. Воевода четников-коллаборационистов пытался сбежать от югославских спецслужб. Ракович обеспечивал переход четников-коллаборационистов в Западную Сербию и обязательно сообщал им обо всех изменениях на фронте. В начале декабря 1944 года Ракович выбрался к селу Миоковци около Чачака и в день Святого Николая отправил последнее сообщение остальным четникам-коллаборационистам.
Утром 15 декабря 1944 батальон 2-й пролетарской дивизии обнаружил дом Раковича и блокировал его, требуя от того сдаться. Ракович вместо этого застрелился. Рядом с телом Раковича нашли радиостанцию и кодовые книги, и уже потом спецслужбы подтвердили, что он при помощи этих средств поддерживал связь с четниками-коллаборационистами. В тот же день тело Раковича выставили на рынке в Чачаке, чтобы все местные убедились в том, что четницкий воевода мёртв.

## Память
- Майора Предрага Раковича и по сей день считают одним из самых жёстких и беспощадных командиров: так, он лично застрелил подполковника Милутина Янковича и полковника Еврема «Дршку» Симича по обвинению в нарушении дисциплины.
- Младший брат Предрага, Живорад Ракович, родившийся в 1933 году, после войны работал преподавателем в Белградском университете и даже избирался в Союзную скупщину.

### Рекомендованная литература
- Ристановић, Раде[серб.]. Прилози за биографију равногорског команданта мајора Предрага Раковића: официрски досије Војске Краљевине Југославије (серб.) // Зборник радова Народног музеја. — Чачак, 2019. — Св. XLIX. — С. 127—139.